# Фільтрація (випадкові процеси)
Фільтра́ція в теорії випадкових процесів - це неспадна множина σ-алгебр.

## Визначення
Нехай задано ймовірнісний простір {\displaystyle (\Omega ,{\mathcal {F}},\mathbb {P} )} і підмножину дійсної прямої {\displaystyle T\subset \mathbb {R} }. Множина σ-алгебр {\displaystyle \{{\mathcal {F}}_{t}\}_{t\in T}} така, що
{\displaystyle {\mathcal {F}}_{s}\subset {\mathcal {F}}_{t}\subset {\mathcal {F}},\quad s\leq t,\;s,t\in T},
називається фільтрацією ймовірнісного простору.

## Природна фільтрація випадкового процесу
Нехай заданий випадковий процес {\displaystyle \{X_{t}\}_{t\in T}}, визначений на деякому ймовірнісному просторі. Визначимо
{\displaystyle {\mathcal {F}}_{t}^{X}=\sigma \{X_{s}\mid s\leq t,\;s\in T\},\quad t\in T.}.
Тоді множина {\displaystyle \left\{{\mathcal {F}}_{t}^{X}\right\}_{t\in T}} є фільтрацією і називається природною фільтрацією випадкового процесу {\displaystyle \{X_{t}\}}.